# Leyre Romero Gormaz
Leyre Romero Gormaz (Spagna, 6 aprile 2002) è una tennista spagnola.

## Carriera
Leyre Romero Gormaz ha vinto 7 titoli in singolare e 5 titoli nel doppio nel circuito ITF in carriera. Il 31 marzo 2025 ha raggiunto il best ranking in singolare raggiungendo la 142ª posizione mondiale, mentre il 25 novembre 2024 ha raggiunto la 129ª posizione in doppio.
Ha fatto il suo debutto in un Grande Slam agli Australian Open 2023, prendendo parte nelle qualificazioni, dove è stata sconfitta al primo turno da Nigina Abduraimova.
Leyre fa la sua prima apparizione nel circuito maggiore all'UniCredit Iași Open 2024, dove viene sconfitta al primo turno dalla testa di serie numero 5 Elina Avanesjan.
Il 15 settembre 2024, Leyre vince il primo titolo WTA 125 della carriera in doppio al Zavarovalnica Sava Ljubljana in coppia con l'italiana Nuria Brancaccio, sconfiggendo in finale la macedone Lina Ǵorčeska e la svizzera Jil Teichmann con il punteggio di 5-7, 7-5, [10-7]. Sempre in coppia con Brancaccio si aggiudica altri due titolo WTA 125; il primo il 2 novembre al Bolivia Open, sconfiggendo in finale la spagnola Aliona Bolsova e l'ucraina Valerija Strachova con il punteggio di 6-4, 6-4, mentre il secondo arriva il 23 novembre al Fifth Third Charleston 2, dove hanno la meglio nell'ultimo atto sulla canadese Kayla Cross e la statunitense Liv Hovde con il punteggio di 7-6(6), 6-2.
Nel gennaio 2025, Leyre supera le qualificazioni all'ASB Auckland Open 2025 sconfiggendo la neozelandese Valentina Ivanov e la francese Séléna Janicijevic, Nel primo turno, è stata sconfitta dall'austriaca Julia Grabher al tie-break del terzo set.
Il 23 marzo 2025, Romero Gormaz raggiunge la sua prima finale WTA 125 della carriera in singolare al Megasaray Hotels Open 1, dove è stata sconfitta dalla romena Anca Todoni con il punteggio di 3-6, 2-6. Due settimane dopo, raggiunge la seconda finale della carriera nello stesso evento, e anche in questa occasione cede all'atto conclusivo dalla argentina Solana Sierra con il punteggio di 3-6, 4-6.

## Circuito WTA 125

### Singolare

#### Sconfitte (2)
| N. | Data          | Torneo                        | Superficie  | Avversaria in finale | Punteggio |
| 1. | 23 marzo 2025 | Megasaray Hotels Open, Adalia | Terra rossa | Anca Todoni          | 3-6, 2-6  |
| 2. | 6 aprile 2025 | Megasaray Hotels Open, Adalia | Terra rossa | Solana Sierra        | 3-6, 4-6  |

### Doppio

#### Vittorie (3)
| N. | Data              | Torneo                             | Superficie  | Compagna         | Avversarie in finale              | Punteggio        |
| 1. | 15 settembre 2024 | Slovenia Open, Lubiana             | Terra rossa | Nuria Brancaccio | Lina Ǵorčeska Jil Teichmann       | 5-7, 7-5, [10-7] |
| 2. | 2 novembre 2024   | Bolivia Open, Santa Cruz           | Terra rossa | Nuria Brancaccio | Aliona Bolsova Valerija Strachova | 6-4, 6-4         |
| 3. | 23 novembre 2024  | Fifth Third Charleston, Charleston | Terra verde | Nuria Brancaccio | Kayla Cross Liv Hovde             | 7-6(6), 6-2      |

## Statistiche ITF

### Singolare

#### Vittorie (7)
| Torneo $100.000 (0) |
| Torneo $80.000 (0)  |
| Torneo $60.000 (1)  |
| Torneo $40.000 (0)  |
| Torneo $25.000 (4)  |
| Torneo $15.000 (2)  |

| N. | Data              | Torneo                                                       | Superficie  | Avversaria in finale   | Punteggio        |
| 1. | 25 luglio 2021    | Egypt ITF World Tennis Tour, Il Cairo                        | Terra rossa | Tina Nadine Smith      | 7-5, 7-6(4)      |
| 2. | 1º agosto 2021    | Egypt ITF World Tennis Tour, Il Cairo                        | Terra rossa | Luisa Meyer            | 6-2, 6-3         |
| 3. | 19 giugno 2022    | Open TCM Denain La Porte du Hainaut, Denain                  | Terra rossa | Aliona Bolsova         | 6-4, 3-6, 6-4    |
| 4. | 28 agosto 2022    | Siers ITF World Tennis Tour Oldenzaal, Oldenzaal             | Terra rossa | Ekaterina Makarova     | 6-4, 7-6(2)      |
| 5. | 11 settembre 2022 | Marbella Dunique Cup, Marbella                               | Terra rossa | Carlota Martínez Círez | 6(2)-7, 6–2, 6–0 |
| 6. | 18 settembre 2022 | Jablonec nad Nisou Open, Jablonec nad Nisou                  | Terra rossa | Misaki Matsuda         | 6-1, 7-6(1)      |
| 7. | 9 giugno 2024     | Internazionali Femminili di Tennis Città di Caserta, Caserta | Terra rossa | Jil Teichmann          | 6-2, 4-6, 6-4    |

#### Sconfitte (3)
| Torneo $100.000 (1) |
| Torneo $80.000 (0)  |
| Torneo $60.000 (0)  |
| Torneo $40.000 (0)  |
| Torneo $25.000 (4)  |
| Torneo $15.000 (0)  |

| N. | Data            | Torneo                        | Superficie  | Avversaria in finale   | Punteggio     |
| 1. | 9 ottobre 2022  | Sibenik Open, Sebenico        | Terra rossa | Jéssica Bouzas Maneiro | 3-6, 3-6      |
| 2. | 22 ottobre 2023 | ForteVillage ITF Trophy, Pula | Terra rossa | Veronika Erjavec       | 6-2, 4-6, 5-7 |
| 3. | 19 maggio 2024  | Open Villa de Madrid, Madrid  | Terra rossa | Moyuka Uchijima        | 7-5, 4-6, 5-7 |

### Doppio

#### Vittorie (5)
| Torneo $100.000 (0) |
| Torneo $80.000 (0)  |
| Torneo $60.000 (1)  |
| Torneo $40.000 (1)  |
| Torneo $25.000 (2)  |
| Torneo $15.000 (1)  |

| N. | Data              | Torneo                                                        | Superficie  | Compagna               | Avversarie in finale                | Punteggio        |
| 1. | 24 luglio 2021    | Egypt ITF World Tennis Tour, Il Cairo                         | Terra rossa | Claudia Hoste Ferrer   | Jasmijn Gimbrère Demi Tran          | 6–1, 4–6, [11–9] |
| 2. | 8 luglio 2022     | Torneo Internacional de Tenis de Getxo, Getxo                 | Terra rossa | Jéssica Bouzas Maneiro | Park So-hyun Sapfo Sakellaridi      | 7-5, 6-0         |
| 3. | 6 agosto 2022     | ITF World Tennis Tour Gran Canaria, San Bartolomé de Tirajana | Terra rossa | Jéssica Bouzas Maneiro | Lucía Cortez Llorca Rosa Vicens Mas | 1–6, 7–5, [10–6] |
| 4. | 10 settembre 2022 | Marbella Dunique Cup, Marbella                                | Terra rossa | Jéssica Bouzas Maneiro | Julia Riera Daniela Seguel          | 6-4, 6-2         |
| 5. | 11 febbraio 2023  | Federaçáo Portuguesa de Ténis, Porto                          | Cemento (i) | Ekaterine Gorgodze     | Matilde Jorge Tara Würth            | 6-4, 2-6, [11-9] |

#### Sconfitte (6)
| Torneo $100.000 (1) |
| Torneo $80.000 (0)  |
| Torneo $60.000 (1)  |
| Torneo $40.000 (0)  |
| Torneo $25.000 (4)  |
| Torneo $15.000 (0)  |

| N. | Data           | Torneo                                               | Superficie  | Compagna               | Avversarie in finale                      | Punteggio           |
| 1. | 30 aprile 2022 | ForteVillage ITF Trophy, Pula                        | Terra rossa | Arantxa Rus            | Justina Mikulskytė Nika Radišić           | 6-4, 5-7, [7-10]    |
| 2. | 26 giugno 2022 | Euro-Commerce Open, Prokuplje                        | Terra rossa | Tara Würth             | Jibek Kulambaeva Prarthana Thombare       | w/o                 |
| 3. | 23 luglio 2022 | Tennis International Darmstadt, Darmstadt            | Terra rossa | Jéssica Bouzas Maneiro | Elena Malõgina Alice Robbe                | 5-7, 5-7            |
| 4. | 12 agosto 2023 | ITF Disa Gran Canaria, Maspalomas                    | Terra rossa | Arantxa Rus            | Tímea Babos Anna Bondár                   | 4-6, 6-3, [4-10]    |
| 5. | 9 marzo 2024   | Santo Domingo Women's, Santo Domingo                 | Cemento     | Camilla Rosatello      | Carmen Corley Ivana Corley                | 2-6, 7-6(3), [5-10] |
| 6. | 2 agosto 2024  | Serena Wines 1881 Acqua Maniva Tennis Cup, Cordenons | Terra rossa | Nuria Brancaccio       | Yvonne Cavallé Reimers Aurora Zantedeschi | 5-7, 6-2, [5-10]    |